# Blanka Anžuvinska
Blanka (španjolski: Blanca; † 14. listopada 1310.) bila je aragonska kraljica. Bila je dijete napuljskog kralja Karla II. Hromog i kraljice Marije Arpadović, koja je bila ugarsko-hrvatska kraljevna. Članica kuće Anjou, Blanka je također poznata kao Blanka Napuljska.
Blanka je bila sestra kralja Roberta Napuljskog i Filipa Tarantskoga, koji je bio car Konstantinopola.
Blanka se udala za Jakova II., kralja Aragonije, 1295. Par je imao Jakova, koji je postao redovnik; potom, Alfonsa IV. Aragonskog; Ivana (postao religijska ličnost); Mariju, Konstanciju, Izabelu, kraljicu Njemačke; Petra, grofa; zatim kćer Blanku (umrla u Barceloni), Rajmunda Berengara i Violantu.
Blanku su nadživjeli muž i majka.

## Titule
- kraljica Sicilije
- kraljica Aragonije
- kraljica Sardinije i Korzike (novi naslov)